# Poecilocloeus
Poecilocloeus är ett släkte av insekter. Poecilocloeus ingår i familjen gräshoppor.

## Dottertaxa tillPoecilocloeus, i alfabetisk ordning[1]
- Poecilocloeus abditus
- Poecilocloeus amazonicus
- Poecilocloeus bifurcus
- Poecilocloeus bolivianus
- Poecilocloeus bora
- Poecilocloeus bullatus
- Poecilocloeus cacuminis
- Poecilocloeus calcarifer
- Poecilocloeus centralis
- Poecilocloeus cervinus
- Poecilocloeus claviger
- Poecilocloeus cochleatus
- Poecilocloeus collaris
- Poecilocloeus corallipes
- Poecilocloeus cornutus
- Poecilocloeus depictus
- Poecilocloeus edentatus
- Poecilocloeus equatoriensis
- Poecilocloeus estironana
- Poecilocloeus exultus
- Poecilocloeus fastigiatus
- Poecilocloeus ferus
- Poecilocloeus flavipictus
- Poecilocloeus floridus
- Poecilocloeus fruticolus
- Poecilocloeus furcicerca
- Poecilocloeus globifer
- Poecilocloeus hamatus
- Poecilocloeus inanis
- Poecilocloeus ingens
- Poecilocloeus insolitus
- Poecilocloeus jacareacangae
- Poecilocloeus janeirensis
- Poecilocloeus jutai
- Poecilocloeus lacalatus
- Poecilocloeus lepidus
- Poecilocloeus luteovittatus
- Poecilocloeus maculaticeps
- Poecilocloeus maculicrus
- Poecilocloeus modestus
- Poecilocloeus napoana
- Poecilocloeus nigrithorax
- Poecilocloeus nubilosus
- Poecilocloeus obsoletus
- Poecilocloeus ornatus
- Poecilocloeus peruvianus
- Poecilocloeus pervagatus
- Poecilocloeus prasinatus
- Poecilocloeus purus
- Poecilocloeus regressivalva
- Poecilocloeus rubripes
- Poecilocloeus scitus
- Poecilocloeus septentrionalis
- Poecilocloeus sexnotatus
- Poecilocloeus spatulifer
- Poecilocloeus submodestus
- Poecilocloeus surdus
- Poecilocloeus tabatingana
- Poecilocloeus tridentatus
- Poecilocloeus ucayali
- Poecilocloeus uncinatus
- Poecilocloeus uncus
- Poecilocloeus viridithorax